# Carlos Mieres
 Carlos Mieres (* 24. Juni 1952 in Montevideo, Uruguay als Juan Carlos Mieres) ist ein international bekannter Gitarrist. Bereits im Alter von fünf Jahren begann er, Akkordeon zu lernen, und mit nur sieben Jahren spielte er im Orchester seines Musiklehrers Juan Flores. Mit 13 Jahren nahm er ein dreijähriges Studium der klassischen Gitarre auf, bevor er sich der populären Musik widmete und sowohl elektrische als auch akustische Gitarre spielte.
In jungen Jahren sammelte er wertvolle musikalische Erfahrungen, indem er als Gitarrist in verschiedenen Gruppen in Nachtclubs, Casinos und Hotels von Montevideo auftrat. Im Jahr 1973 zog er aufgrund der politischen Instabilität in Uruguay nach Buenos Aires, Argentinien. Dort arbeitete er ein Jahr lang als Gitarrist in einem brasilianischen Musiklokal. Ende 1974 emigrierte er nach Europa.
In Madrid, Spanien spielte er zunächst in einem Orchester im ersten Transvestitenclub der Stadt und in Tanzsälen. Zudem trat er in argentinischen Folklore-Clubs auf. Während dieser Zeit war er ein Jahr lang mit dem Musical Hair auf Tournee und begleitete den kanarischen Sänger Braulio auf einer Konzertreise.
1977 führte ihn ein Engagement nach Tunis, Tunesien, wo er als Gitarrist in einem Orchester im Hotel Africa auftrat. Im November desselben Jahres besuchte er West-Berlin, wo er eingeladen wurde, mit der Band von Pete Wyoming zu spielen. Nach diesem Konzert erhielt er ein Angebot, als festes Mitglied der Band zu arbeiten. Carlos nahm das Angebot an und beschloss, sich in Berlin niederzulassen.
In der deutschen Hauptstadt machte er sich schnell einen Namen in der Musikszene und beeindruckte mit seinem Können in den Genres Blues, Jazz und lateinamerikanische Musik. Er arbeitete an zahlreichen Aufnahmen in den besten Tonstudios der Stadt und wurde ein gefragter Musiker.
Er spielte mit renommierten Künstlern und Gruppen wie Bob Lenox, Hans Hartmann, Joe Kučera, der Band Ipanema, der Gruppe Salsanco und Klaus Gutjahr. Mit seiner eigenen Band Pa’Que, die auf seinen Kompositionen basierte, entwickelte er einen persönlichen und erfolgreichen Stil. Außerdem nahm er an der Musical-Produktion Evita bei den Bad Hersfelder Festspielen teil und trat gemeinsam mit der Sängerin Helen Schneider auf.
2019 gründete er das Trio Mauer Blues und veröffentlichte ein Album mit eigenen Kompositionen. Bis heute (2024) gibt Carlos Mieres weiterhin Konzerte mit Mauer Blues, entweder im Trio- oder Quintett-Format. Darüber hinaus arbeitet er mit der Malerin Elke Maes zusammen, wobei er ihre Gemälde musikalisch untermalt und gelegentlich ihre Gedichte begleitet. Diese Arbeit zeichnet sich durch einen meditativen Stil aus, der stets von den Kompositionen Carlos Mieres' begleitet wird.

## Diskographie
- 1979: Berimbau (Song), auf Querschnitt Berlin (LP)
- 1984: mit Özay & Altinay Band: No More (LP, Mood Records)
- 1986: mit Saxophone Joe & Friends: Balance (Album)
- 2008: Carlos Mieres (Album, Online-Streaming)
- 2025.MB5 ,Mauer Blues Five. CD-Produktion Live.